# امانوئلا روسی
امانوئلا روسی (ایتالیایی: Emanuela Rossi؛ زادهٔ ۲۴ ژانویهٔ ۱۹۵۹) بازیگر، صداپیشه و مدیر دوبلاژ اهل ایتالیا است. 
روسی خواهر صداپیشگان ماسیمو و ریکاردو روسی و دخترعموی صداپیشگان لائورا و فابیو بوکانرا است. روسی همچنین با بازیگر و صداپیشه فرانچسکو پانوفینو ازدواج کرده است. آن‌ها یک پسر به نام آندریا دارند. این زوج در سال ۲۰۰۶ از یکدیگر جدا شدند، اما سرانجام در سال ۲۰۱۱ دوباره با هم ازدواج کردند.
از فیلم‌ها یا مجموعه‌های تلویزیونی که وی در آن‌ها نقش داشته‌است، می‌توان به و اینک سکس اشاره نمود.